# Ziziphus pernettyoides
Ziziphus pernettyoides är en brakvedsväxtart som beskrevs av Henry Nicholas Ridley. Ziziphus pernettyoides ingår i släktet Ziziphus och familjen brakvedsväxter. Inga underarter finns listade i Catalogue of Life.